# Dischi caldi
Dischi caldi era una trasmissione radiofonica della RAI della metà degli anni settanta, condotta da Giancarlo Guardabassi, con la regia di Enzo Lamioni. Il suo scopo era quello di passare in rassegna alcuni dei singoli a quarantacinque giri più venduti d'Italia secondo dati della Doxa. Il suo curatore era Enzo Lamioni.
Andava in onda ogni domenica alle dodici. Assai popolare, arrivò ad un audience di circa cinque milioni di ascoltatori.

## Formula
Il titolo, ispirato a quello di una trasmissione americana, allude presumibilmente anche al disco che viene comprato dal pubblico come una vivanda in vendita per strada, da consumare calda, appena preparata. La sigla del programma era una trascrizione per armonica a bocca del secondo movimento di Eine kleine Nachtmusik di Mozart.
Ai tempi di Dischi caldi, la Hit parade italiana (che era partita nel 1967 e veniva condotta da Lelio Luttazzi) presentava la classifica di vendita solo fino all'ottavo posto. Dischi caldi costituiva una continuazione verso il basso di Hit parade, una sorta di serie B che elencava brani a partire dal nono posto.
Nella formula era però prevista un'importante eccezione: infatti, le canzoni uscite da Hit parade non venivano più riammesse nella scaletta di Dischi caldi, partendo dal presupposto che i loro dati di vendita fossero in fase di calo e che quindi questi singoli non avessero più i requisiti di novità e freschezza di un disco caldo. Poiché la Doxa forniva una classifica settimanale di ben 30 posizioni, c'era ampio margine nello scegliere non solamente i brani non ancora assurti tra le prime otto, ma solo quelli che erano "in salita" oppure stabili: questo determinava anche la presenza intermittente di alcuni brani, i quali transitando nelle posizioni di rincalzo non sempre registravano una progressione in classifica. Di conseguenza non veniva specificata la posizione in classifica delle canzoni del programma, trasmettendo per ultimo il disco che era più vicino all'ottava posizione, non necessariamente il nono, detto quindi "disco caldo". Veniva data brevemente nota di quei dischi che, subito dopo la loro pubblicazione, si erano direttamente impennati ai vertici delle classifiche di vendita, entrando quindi nella Hit parade di Luttazzi senza fare tappa per i dischi caldi (fatto allora abbastanza raro): fu questo il caso tra gli altri di Ancora tu di Lucio Battisti. Il sottotitolo dato talvolta alla trasmissione, canzoni in ascesa verso Hit parade, era del resto inesatto: altrettanto in ascesa, ma esclusi dalla trasmissione potevano essere per esempio i singoli che, dopo essere usciti dalle top 8 di Luttazzi, vi rientravano dopo una o più settimane.
Data la situazione del mercato discografico all'epoca, il programma finiva per passare in ascolto soprattutto singoli italiani. 
Come di consueto all'epoca, la registrazione su musicassetta veniva scoraggiata da alcuni annunci e jingle vocali che si sovrapponevano alle canzoni presentate in programma, formula presente in molti altri programmi radiofonici dell'epoca.
Quando alla fine del 1976 venne abbandonata la Hit parade di Luttazzi, ebbe termine anche la programmazione di Dischi caldi. Altre, nuove modalità di radiofonia si stavano per imporre all'attenzione del pubblico, prima di tutte la programmazione delle radio libere. I programmi di Hit parade sarebbero stati ripristinati in radio solo nel 1979, con formula completamente ripensata. A partire da allora si utilizzò di tanto in tanto il termine di Dischi caldi per indicare comunemente Hit parade 2, un programma di Radio 2 che presentava i singoli dall'undicesimo al ventesimo posto in classifica.

## Conduzione
Le canzoni venivano alternate ad alcuni sketch umoristici e duetti interamente concepiti dal conduttore, i quali completavano la trasmissione con continui riferimenti soprattutto al Perugia e al campionato di calcio in genere, anche perché il programma precedeva di poche ore Tutto il calcio minuto per minuto.
Nel corso delle puntate Guardabassi si faceva accompagnare da un certo 'Giambasso', che dava disturbo al vero conduttore ma altri non era che il Guardabassi stesso, con una voce preregistrata. Un altro personaggio molto usato, sempre interpretato da Guardabassi, era 'Peppin de Sguilla', colorito e rumoroso supporter dei Grifoni, proveniente da Ponte Valleceppi, in provincia de Perugia, che caratterizzava i suoi interventi con lo slogan Con Peppin de Sguilla la trasmissione brilla. Seguivano, per importanza, il 'Grifo di Annifo' e la 'Cozza del Trasimeno'.